# Markéta Vondroušová
Markéta Vondroušová (n. 28 iunie 1999, Sokolov⁠(d), West Bohemia⁠(d), Cehia) este o jucătoare profesionistă de tenis din Republica Cehă. Cea mai bună clasare a carierei la simplu este locul 6 mondial, în septembrie 2023, iar la dublu, locul 42 mondial, în iulie 2023. Vondroušová a câștigat Wimbledon 2023, devenind prima jucătoare care nefiind cap de serie devine campioană la simplu pe terenul londonez. De asemenea, ea a fost finalistă la Roland Garros 2019, unde a devenit prima adolescentă finalistă la un turneu major în aproape un deceniu. Ea a câștigat două titluri de simplu din șase finale în circuitul WTA și o medalie de argint la Jocurile Olimpice de la Tokyo din 2020.

## Finale de Grand Slam

### Simplu: 1 (0–1)
| Rezultat  | An   | Turneu        | Suprafață | Oponent        | Scor     |
| --------- | ---- | ------------- | --------- | -------------- | -------- |
| Finalistă | 2019 | Roland Garros | Zgură     | Ashleigh Barty | 1–6, 3-6 |

## Viața personală
Mama sa a fost jucătoare de volei, de primă ligă. 

## Legături externe
Materiale media legate de Markéta Vondroušová la Wikimedia Commons
- Markéta Vondroušová la Women's Tennis Association
- Markéta Vondroušová la International Tennis Federation
- Markéta Vondroušová pe site-ul Fed Cup
- en Markéta Vondroušová la Olympedia.org